# 헤라르도 아레발로스
헤라르도 아레발로스(스페인어: Gerardo Arévalos, 1987년 8월 3일 ~ )은 파라과이의 축구 선수로서 포지션은 세컨드 스트라이커이다. 2017년 현재 파라과이 프리메라 디비시온 소속 루케뇨 소속으로 뛰고 있다. 주로 쓰는 발은 왼발이다.